# Částkov (ort i Tjeckien, Zlín)
Částkov är en ort i Tjeckien.   Den ligger i distriktet Okres Uherské Hradiště och regionen Zlín, i den östra delen av landet, 260 km öster om huvudstaden Prag. Částkov ligger 224 meter över havet och antalet invånare är 367.
Terrängen runt Částkov är huvudsakligen platt, men åt nordost är den kuperad. Runt Částkov är det ganska tätbefolkat, med 166 invånare per kvadratkilometer. Närmaste större samhälle är Zlín, 14,0 km norr om Částkov. Trakten runt Částkov består till största delen av jordbruksmark.